# Corumbataí do Sul
Corumbataí do Sul es un municipio brasileño del estado de Paraná.
Fue creado a través de la Ley Estatal n.º 8.484 del 27 de mayo de 1987 y separado de Barbosa Ferraz.

## Geografía
Posee un área es de 164,442 km² representando 0,0825 % del estado, 0,0292 % de la región y 0,0019 % de todo el territorio brasileño. Se localiza a una latitud 24°6′3″ sur y a una longitud 52°07'12" oeste, estando a una altitud de 601 m. Su población estimada en 2010 era de 4.883 habitantes.

### Demografía
Datos del Censo - 2010
Población Total: 4.946
- Urbana: 1998
- Rural: 2.948
- Hombres: 2.660
- Mujeres: 2.286

Índice de Desarrollo Humano (IDH-M): 0,678
- IDH-M Salario: 0,566
- IDH-M Longevidad: 0,694
- IDH-M Educación: 0,775

## Administración
- Prefecto: Osney Picanço (2005/2012)
- Viceprefecto: Elias Fernandes (2009/2012)
- Presidente de la cámara: (2009)